# Obb (personaggio)
Obb è un personaggio dei fumetti pubblicati dalla Marvel Comics, è un alieno collaboratore della Funtzel Intergalactic, una ditta di recupero relitti.

## Biografia
Dopo la lotta tra Deadpool e Macho Gomez, Obb viene inviato a recuperare la nave del mercenario alieno; riportata l'astronave alla Funtzel assiste al combattimento tra Wade e la sorella del suo capo, Orksa, di cui Obb è innamorato da anni, la donna vuole vendicare Macho, suo ultimo marito, ma viene ammaliata dal fascino del mercenario chiacchierone e decide di sposarlo. Oltre a rubargli la donna, Deadpool pretende di affiancarsi al povero alieno durante il lavoro, portandolo a scontrarsi con una banda di pericolosi mercenari, il Clan Exto, questo comportamento sconsiderato preoccupa Obb ed il suo capo che insieme decidono di sbarazzarsi del nuovo socio, per farlo si accordano con Kak, comandante della Difesa Onguliana, che era alla ricerca di un mercenario per una pericolosa missione, distruggere il satellite senziente Id, Wade cade nel tranello ed accetta senza esitare. Orksa cerca di trattenere suo marito a tutti i costi ma viene bloccata dal fratello e da Obb, decide allora di seguirlo, per farlo ruba allo spasimante alieno le chiavi del suo mezzo. Obb avvisa il suo capo che la sorella gli ha rubato le chiavi e Funtzel comincia a credere che il suo nuovo cognato riesca nella missione e porti fama e gloria alla sua famiglia, l'alieno geloso allora chiede di poter aiutare Wade e parte con la reale missione di sabotarlo. Giunto sul luogo della battaglia, Obb fronteggia Deadpool ma viene da esso disarmato, allora crolla e confessa il suo amore per Orksa, Wade gli dà la sua benedizione e gli suggerisce di andarsene ma le mine che aveva piazzato si innescano, bloccando loro l'unica via di fuga. L'unico mezzo rimasto è troppo piccolo per loro; il mercenario chiacchierone allora si mutila delle gambe e di un braccio e chiede a Obb di tagliargli il restante, e grazie a questo stratagemma i due si salvano; tornati alla base, Orksa abbraccia Obb, per il quale era tremendamente preoccupata, a Deadpool non rimane che farsi da parte e concedere il divorzio alla moglie, infine, i due colombi, suggellano il loro amore con un bacio.

## Poteri e abilità
Obb è un alieno con quattro braccia e tre dita per mano, inoltre è dotato di un solo occhio, pur se grande e possente non ha poteri sovrumani. È, tuttavia, un abile pilota ed esperto di recuperi.